# Betta rubra
Червона бійцівська рибка (Betta rubra) — тропічний прісноводний вид риб з родини осфронемових (Osphronemidae), підродина макроподових (Macropodusinae).
Назва виду походить від латинського прикметника ruber, що означає «червоний»; цей колір домінує в забарвленні риб.

## Історія
Betta rubra  Perugia, 1893 належить до числа найперших описаних видів роду Бійцівська рибка. Оригінальний опис був заснований на 10 зразках з району Сиболга (індонез. Sibolga) та околиць озера Тоба (індонезійська провінція Північна Суматра); лише 6 з них тепер можуть бути визнані як лектотипи. Опис був зроблений італійською мовою й не містив малюнків. Перший малюнок цього виду був опублікований 1910 року ( Regan, 1910: pl.  77, Fig. 1). З того часу B. rubra залишалась загадковим видом через брак свіжого матеріалу. Дані стосовно забарвлення живих особин були відсутні, а вони (в першу чергу це стосується самців) є важливою, а часто й основною діагностичною ознакою для розрізнення видів. Тому адекватно класифікувати B. rubra не було можливим. Видова назва rubra помилково була використана для зразка із Сінгапуру ( Herre, 1940), який ймовірно належав Betta pugnax, а також застосовувалась до різних форм групи Betta splendens, іноді розглядалася як синонім B. imbellis. Ще таксон B. rubra в популярній літературі помилково пов'язувався з Betta picta, навіть вважався синонімом останнього виду.
Більш докладно Betta rubra в наукових колах була розглянута лише 1992 року. Вітте та Шмідт (нім. Witte & Schmidt) підтвердили таксономічну обґрунтованість таксону B. rubra й звернули увагу на унікальний малюнок на зябрових кришках та голові, зокрема характерну трикутну пляму під оком, яка дала авторам підставу розмістили B. rubra у складі окремої групи. 2005 року Тан і Нг (англ. Tan & Ng) зробили перший короткий повторний опис B. rubra на основі типових зразків та декількох нових, зібраних 1982 року на заході провінції Ачех. На жаль, нові зразки були неправильно законсервовані, мали пошкоджені плавці й спотворене забарвлення. Жодної інформації про справжнє живе забарвлення риб автори не мали. Тан і Нг, посилаючись на дві світлі вертикальні смужки на зябрових кришках та вертикальні смуги на тілі, зарахували B. rubra до складу групи Betta foerschi (включає B. foerschi, B. strohi та B. mandor), зауважуючи при цьому, це такий висновок є лише попереднім.
Протягом багатьох років північ острова Суматра перебував у зоні збройного конфлікту між урядовими силами та борцями за свободу Ачеху. Стороннім особам було заборонено відвідувати цей регіон. Тому вилов зразків B. rubra був неможливим. Так тривало до 2005 року. 26 грудня 2004 року в Індійському океані стався потужний землетрус, він спричинив катастрофічне цунамі, яке найбільше вдарило по території Ачеху. Регіон зазнав численних руйнувань та людських жертв. Водночас стихія спонукала сторони конфлікту до перемир'я; угода, досягнута між урядом Індонезії та Рухом Вільного Ачеху (англ. Free Aceh Movement) припинила майже тридцять років війни. З припиненням насильства дослідники отримали можливість відвідувати регіон, і вже невдовзі були отримані свіжі зразки B. rubra. 2007 року вид з'явився в торгівлі акваріумними рибами.
2011 року Шиндлер і ван дер Ворт (англ. Schindler & van der Voort), маючи свіжі законсервовані зразки із західного узбережжя Суматри та кольорові фотографії живих риб, зробили новий опис B. rubra. Порівняльний аналіз засвідчив, що цей вид не може належати до складу групи B. foerschi й був знову виділений в окрему групу. Крім трикутної плями під оком, до ключових ознак була віднесена блискуча блакитна пляма на основі грудних плавців. Два роки по тому Тан (2013) підтвердив існування групи B. rubra й додав до неї ще один (новий) вид B. dennisyongi.

## Опис
Максимальна стандартна (без хвостового плавця) довжина досліджених зразків Betta rubra становила 52,7 мм. Тіло струнке (його висота становить 25,0–28,1 % стандартної довжини), голова порівняно коротка (довжина голови становить 30,4–35,7 % стандартної довжини), морда трохи загострена. Спинний та анальний плавці загострені на кінцях, спинний сильно посунутий назад (предорсальна довжина становить 65,4–73,2 % стандартної довжини); довжина основи анального плавця приблизно вдвічі менша за стандартну довжину (52,2–58,3 % стандартної довжини). Хвостовий плавець округлий у самок, закруглений, з подовженою центральною частиною в самців. Черевні плавці серпоподібні, з довгим нитчастим першим променем, довжина якого становить 30,7–48,9 % стандартної довжини. Грудні плавці округлі. У спинному плавці 1 твердий і 7-8 м'яких променів, в анальному — 2-4 твердих і 22-23 м'яких. У бічній лінії 29-31 луска, хребців 27-29.
Основне забарвлення тіла в самців червонувато-коричневе, спина темніша, черево світліше. На верхній частині голови темно-коричневі до чорного цятки. Зяброві кришки мають слабкий золотавий лиск. На них присутні дві паралельні вертикальні червоні смужки. Короткі виразні темні смужки проходять перед і за очима. Нижня губа чорна. Нижня половина райдужної оболонки очей світло-синьо-зелена. Під оком присутня трикутна темна пляма. 4-7 нерівномірно розташованих чорнуватих вертикальних смуг займають нижню половину тіла. Окремі луски на боках з боку спини, а також на темних поперечних смугах відсвічують синім лиском. Слабка темна цятка присутня на хвостовому стеблі.
Плавці червонуваті. Спинний, хвостовий та анальний мають світлий блакитно-зелений зовнішній край; основа плавців має зеленкуватий лиск. Черевні плавці червонуваті із зеленуватими вкрапленнями та зеленим кінчиком. Грудні плавці безбарвні, на основі мають блакитно-зелену блискучу цятку.
Самки менш барвисті, мають нейтральний тьмяний сіро-коричневий колір, темніший з боку спини й світліший на череві. Деякі луски на тілі мають блакитний лиск. Уздовж тіла, трохи нижче середини проходить горизонтальна темна смужка. Темні смуги на боках відсутні. Малюнок на голові такий самий, як у самців, але червоного та золотавого кольорів тут мало. Непарні плавці слабко-коричневі, по краю мають легку білувато-зелену облямівку. Черевні плавці червонуваті, грудні безбарвні; блакитна цятка в основі грудних плавців присутня, але слабша, ніж у самців.
Інтенсивність забарвлення залежить від настрою риб. Особливого шлюбного забарвлення вид не має.

## Поширення
Вид поширений у низинних районах північно-західної Суматри; від Мьолабо (індонез. Meulaboh) в провінції Ачех на півночі до Сиболги в провінції Північна Суматра на півдні. Цей регіон є в гідрографічному плані ізольований від східної (більшої) частини острова горами Барисан (індонез. Bukit Barisan), місцеві річки несуть свої води до Індійського океану. Північно-західна Суматра має багату ендемічну рибну фауну й розглядається як окрема іхтіофаунальна провінція. Вважають, що протягом останнього льодовикового максимуму тут зберігався острівець тропічних лісів. До числа ендеміків північно-західної Суматри належить і Betta rubra.
Ранні автори вказували як типову місцевість виду озеро Тоба. Воно розташоване на висоті понад 900 метрів над рівнем моря й має площу 1146 км² (територія більша за острів Сінгапур), зафіксовані глибини до 450 м. Тоба класифікується як оліготрофне вулканічне озеро, воно має низький рівень вмісту поживних речовин, у ньому живе дуже мало риб. У колекціях риб, зібраних в озері Тоба Betta rubra не значиться. Всі новіші зразки виду походять з низинних районів або передгір'я низьких гірських хребтів. Можливо, озеро Тоба як місце проживання B. rubra було вказане помилково. Представники роду Бійцівська рибка не зустрічаються в таких біотопах.
Червона бійцівська рибка має незначну територію поширення (близько 30 км²), що обмежується лише двома відомими районами торфових боліт в околицях Сиболги в провінції Північна Суматра та Сингкілу (індонез. Singkil) в провінції Ачех. Вид був виявлений зокрема в ставку зі стоячою «чорною» водою, показник pH в якому був зафіксований на рівні приблизно 5,5. Широкомасштабне перетворення торф'яних болотних лісів на плантації олійної пальми, яке супроводжується вирубуванням лісів та осушенням торфових боліт, позбавляє B. rubra природних середовищ існування. Ці риби були виявлені лише в залишкових водоймах. Додаткову загрозу може становити їх вилов для торгівлі декоративними рибами. Невідомо жодних природоохоронних заходів задля збереження виду.

## Біологія
Бійцівські рибки належать до числа лабіринтових риб, які мають спеціальний лабіринтовий орган, що дозволяє їм використовувати для дихання атмосферне повітря. Завдяки цій особливості біології лабіринтові риби нормально почуваються в невеликих, іноді застійних водоймах.
У B. rubra, як і в переважної більшості бійцівських рибок, самець інкубує ікру в роті. Самка, як правило, ініціює нерест. Вона весь час пристає до самця й фліртує з ним, запрошуючи до спаровування. Ікра відкладається на плавуче листя або на дно. Самець збирає ікринки собі до рота й виношує кладку, ховаючись у тихому місці. В цей час він не їсть. По закінченні інкубації батько випускає з рота вже повністю сформованих мальків, які вільно плавають і самостійно харчуються.

## Утримання в акваріумі
Вид має комерційне значення в торгівлі акваріумними рибами, але зустрічається в акваріумах рідко. 2007 року, вже невдовзі після свого повторного відкриття, B. rubra була виставлена на продаж в Сінгапурі. Риба стала доступною для любителів, пройшло трохи більше місяця й з'явилися перші повідомлення про розведення цих риб у неволі. Спочатку червона бійцівська рибка пропонувалася у Великій Британії приблизно за 150 фунтів за штуку. Згодом пропозиція збільшилась, з'явилося більше постачальників, і риби значно подешевшали.
До 2013 року під назвою Betta rubra завозилась не лише справжня B. rubra, але й риба, яка згодом стала відома як бійцівська рибка Йонга (Betta dennisyongi). Обидва види є близькими родичами. Наявні звіти про утримання та розведення цих риб поєднують особливості двох видів і тому неоднозначні.
Оптимальний розмір акваріума для пари червоних бійцівських рибок — від 20 до 40 літрів, для групи потрібно більше. Його декорують на власний смак, але більш гармонійно риби виглядають серед корчів за слабкого освітлення на тлі темного ґрунту. Рослин може бути небагато, але бажана наявність таких, що плавають на поверхні. Риби повинні мати схованки, це можуть бути штучні печери, густі кущі рослин тощо. На дно рекомендується класти висушене листя дуба або бука, воно виділяє у воду дубильні речовини та інші корисні сполуки.
Важливо, щоб акваріум був тісно накритий кришкою. Всі бійцівські рибки відмінно стрибають і здатні протиснутись у найменшу шпаринку. Щільна кришка також допомагає утримувати над поверхнею води шар теплого вологого повітря, що є життєво важливим для дихання риб.
Для утримання червоної бійцівської рибки потрібна кисла м'яка вода з показниками pH 5,0–6,5, 1–5 °dGH та температурою 22–27 °C. Середовище має бути стабільним, не можна дозволяти накопичення продуктів розпаду. Фільтрація не повинна створювати зайвого руху води.
Вид не рекомендується до стандартного спільного акваріума. Найкраще цих риб тримати окремо або разом із дуже мирними й спокійними видами. Це зовсім інша риба в порівнянні з популярною Betta splendens. Червоні бійцівські рибки трохи лякливі, вони весь час намагаються десь заховатися, за можливості завмирають. В присутності енергійних сусідів вони перебувають у стані постійного стресу.
З годівлею цих риб проблем не виникає. Їх годують звичайними дрібними живими, замороженими, а також якісними сухими кормами.
Червона бійцівська рибка неодноразово розводилась в умовах акваріума. Самці під час інкубації ікри ховаються в печерах або серед шару листя, що лежить на дні. Важливо дати їм спокій, недосвідчений або в стані стресу самець іноді з'їдає ікру. Батька під час інкубації ікри не годують.
Проблем з вирощуванням мальків, як правило, не виникає. Мальки виходять з роту самця доволі великими й відразу їдять черв'ячків гриндаль та наупліусів артемій, які щойно вилупились. Можуть брати перетертий на порошок сухий корм. Визріває молодь у віці 9-10 місяців.